# Київський лісогосподарський інститут
Київський лісогосподарський інститут, спочатку Український лісотехнічний інститут  — вищий навчальний заклад у Києві, що існував у 1930—1954 роках.

## Історія
Український лісотехнічний інститут був створений 1930 року шляхом об'єднання лісоінженерного факультету Київського сільськогосподарського інституту та лісового факультету Харківського сільськогосподарського інституту. Разом з факультетом КСГІ до новоствореного інституту ввійшла й кафедра зоології з зоологічним музеєм. Інститут зайняв сучасний корпус № 1 НУБІП. Невдовзі УЛІІ був перейменований на Київський лісогосподарський інститут.
Директором інституту з 1931 до 1937 року був Андрій Лиждвой.
На початок 1941 року КЛГІ налічував 22 кафедри, де працювали 85 викладачів, зокрема 12 професорів та 17 доцентів. Загалом у інституті навчалися 650 студентів.
Після початку німецько-радянської війни інститут евакуювали до Воронежа, а пізніше до Совєтська. По дорозі майно інституту зникло, і в Совєтську студенти та викладачі доєдналися до Брянського лісогосподарського інституту.
19 березня 1944 року було відновлено КЛГІ в Києві, виконувачем обов'язків директора став І. Житов. У липні директором призначили Д. Ручкіна, наприкінці 1945 року — Г. Солдатова, а в травні 1946 — В. Шевченка.
У післявоєнний час було відкрито 4 додаткових факультети:
- механічної технології деревини
- механізації лісогосподарських робіт
- лісомеліоративний
- лісоінженерний (з 1954)

У 1954 році Київський лісогосподарський інститут було об'єднано з Київським сільськогосподарським інститутом у Українську сільськогосподарську академію.

## Викладачі

### Директори
- В. С. Кулібаба (1930—1932)
- Андрій Лиждвой (1932—1936)
- Анатолій Солдатов (1938—1940)
- С. О. Максимов (1940—1941)
- І. М. Житов (1944)
- Д. В. Ручкін (1944—1945)
- Анатолій Солдатов (1945—1946)
- В. А. Шевченко (1946—1949)
- І. М. Шитов (1949—1954)

### Декани
- І. М. Зима (1947—1949)
- К. Є. Нікітін (1949—1954)

### Завідувачі кафедр
- Яків Ролл — завідувач кафедри ботаніки
- Іван Михайлов — завідувач кафедри геодезії
- Володимир Андрєєв — завідувач кафедри дендрології
- Зіновій Голов'янко — завідувач кафедри ентомології у 1937-1941 та 1944-1953
- І. М. Житов — завідувач кафедри лісоексплуатації
- М. М. Ягніченко — завідувач кафедри лісових культу
- Ю. М. Руденко — завідувач кафедри лісової таксації
- Роман Тимофійович Кравченко — завідувач кафедри лісових культур (репресований)[4]